# Суньига, Хуан Эдуардо
Хуан Эдуардо Суньига Амаро (исп. Juan Eduardo Zúñiga Amaro; 24 января 1919, Мадрид — 24 февраля 2020, Мадрид) — испанский писатель, славист, исследователь русской, португальской и болгарской литератур, литературный критик и переводчик с русского и болгарского языков.

## Биография
Важной темой его творчества была Гражданская война в Испании (1936—1939 годов), которую писатель пережил в юношестве и был её участником.
Он составил трехтомный сборник биографий и имен людей, которые участвовали в людях, участвовавших в Гражданской войне в Испании.
Его интерес к Российской культуре пробудился в 1941 году после прочтения романа Ивана Тургенева «Дворянское гнездо» книга проходила цензуру франкистского режима который опально относился к русской культуре. Литература северной страны тоже повлияла и на его творчество. Примером в написании его трудов для него были Иван Тургенев и Антон Чехов. У Тургенева он взял образ лишнего человека, а у Чехова — любовь к короткому рассказу.
В сборнике «Современная испанская новелла» 1971 года издания вышел его рассказ «Веточка коралла» (перевод Е. Гальперина).
Был одним из наиболее значимых испанских славистов и прославился, тем что писал труды по истории русской литературы.
В частности, он написал беллетризированные биографии Тургенева и Пушкина под названиями «Загадка Тургенева» и «Перстень Пушкина».

В 2010 году выпустил книгу «Из заснеженных лесов» о творчестве русских писателей, начиная с Пушкина, Тургенева и Чехова, за которую ему присудили международную премию Теренси Моша.
«Он самый русский из всех наших прозаиков, потому что в его творчестве рассматривается противостояние между общим благом и добром», — сказаны слова писателем Луисом Матео Диесом. 

## Творчество

#### Биографии
- Zúniga, J. E. (1992b). El anillo de Pushkin. Madrid: Alfaguara Hispanica.
- Zúniga, J. E. Los imposibles afectos de Iván Turgueniev, 1977 (reed.: Las inciertas pasiones de Iván Turgueniev, Madrid: Alfaguara, 1999)

#### Романы и повести
- Inútiles totales, 1951 (novela)
- El coral y las aguas, Barcelona: Seix Barral, 1962 (novela)
- Largo noviembre de Madrid, Barcelona: Bruguera, 1980 (relatos)
- La tierra será un paraíso, Madrid: Ediciones Alfaguara, 1989 (relatos)
- El último día del mundo, 1992 (novela)
- Misterios de las noches y los días, Madrid: Alfaguara, 1992 (relatos breves)
- Flores de plomo, Madrid: Alfaguara, 1999 (novela histórica)
- Capital de la gloria, Madrid: Alfaguara, 2003 (relatos)
- Brillan monedas oxidadas, Barcelona: Galaxia Gutenberg, 2010 (relatos)
- La trilogía de la guerra civil, Barcelona: Galaxia Gutenberg, 2011 (incluye Largo noviembre de Madrid, La tierra será un paraíso, Capital de la gloria y dos relatos inéditos. Hubo edición crítica de los tres libros, Madrid: Cátedra, 2007)
- Fábulas irónicas, 2018 (relatos)

## Переводы
- Йордан Йовков, «Жнец». Болгарский роман, Мадрид: Ediciones y Publicaciones Españolas SA, 1944 (совместно с Тодором Нейковым)
- Антеру де Кентал, Избранные стихи и проза, Мадрид: Альфагуара, 1986.
- Иван Вазов, Под игом, Барселона: Хосе Ханес, 1949; София, 1961 г.; Гавана, 1976 год; Барселона: Бругера, 1984 (с Тодором Нейковым)
- Урбану Тавариш Родригеш, Реализм, авангардное искусство и новая культура, Мадрид: редакция Ciencia Nueva, 1967.
- Пейо Яворов, Полуночный ветер: поэтическая антология, Мадрид, Аюсо 1983.
- Иван Тургенев, Отцы и дети, Мадрид: Espasa, 1990.
- Мариу Дионисиу, Введение в живопись, Мадрид: Alianza, 1972.

## Труды
- Венгрия и Румыния на Дунае; историческая борьба в Трансильвании и Бессарабии, Мадрид, Editorial Pace 1944.
- История и политика Болгарии, Мадрид: изд. Паче, 1945.
- Социальные статьи Мариано Хосе де Ларра, Мадрид: изд.Телец, 1963 (антология).
- Пушкинское кольцо. Романтическое чтение русских писателей и пейзажей, Барселона: Бругера, 1983; переиздано в Мадриде: изд. Альфагуара, 1992.
- София, Барселона: изд. Destino, 1990 (путеводитель).
- Неопределенные страсти Ивана Тургенева, 1999 (ранее публиковалось под названием «Невозможные последствия Ивана Тургенева: биографические очерки», Мадрид: изд. Editora Nacional, 1977).
- Из заснеженного леса: Памяти русских писателей, 2010.
- «Предисловие» к Полному собранию рассказов, Антона Павловича Чехова, Мадрид: изд. Агилар, 1962.